# Lit (SBMG)
Lit is een lied van de Nederlandse rapformatie SBMG in samenwerking met de Algerijns-Franse rapper Boef. Het werd in 2018 als single uitgebracht en stond in hetzelfde jaar als zevende track op het album Metro 53 van SBMG.

## Achtergrond
Lit is geschreven door Henk Mando, Chyvon Pala, Delano Ruitenbach en Sofiane Boussaadia en geproduceerd door Jimmy Huru. Het is een nummer uit het genre nederhop. In het lied rappen de artiesten over een feestje dat "lit" is, straattaal voor geweldig. De single heeft in Nederland de platina status.
Het is de eerste keer dat de artiesten met elkaar samenwerken op een hitsingle. De artiesten waren na Lit opnieuw samen te horen op Miljonair.

## Hitnoteringen
De artiesten hadden succes met het lied in de hitlijsten van Nederland. Het piekte op de tweede plaats van de Nederlandse Single Top 100 en stond 24 weken in deze hitlijst. Er was geen notering in de Nederlandse Top 40; het kwam hier tot de tweede positie van de Tipparade. Ook de Vlaamse Ultratop 50 werd niet bereikt. Hier kwam het tot de 27e plek van de Ultratip 100.